# زراعة الخضراوات

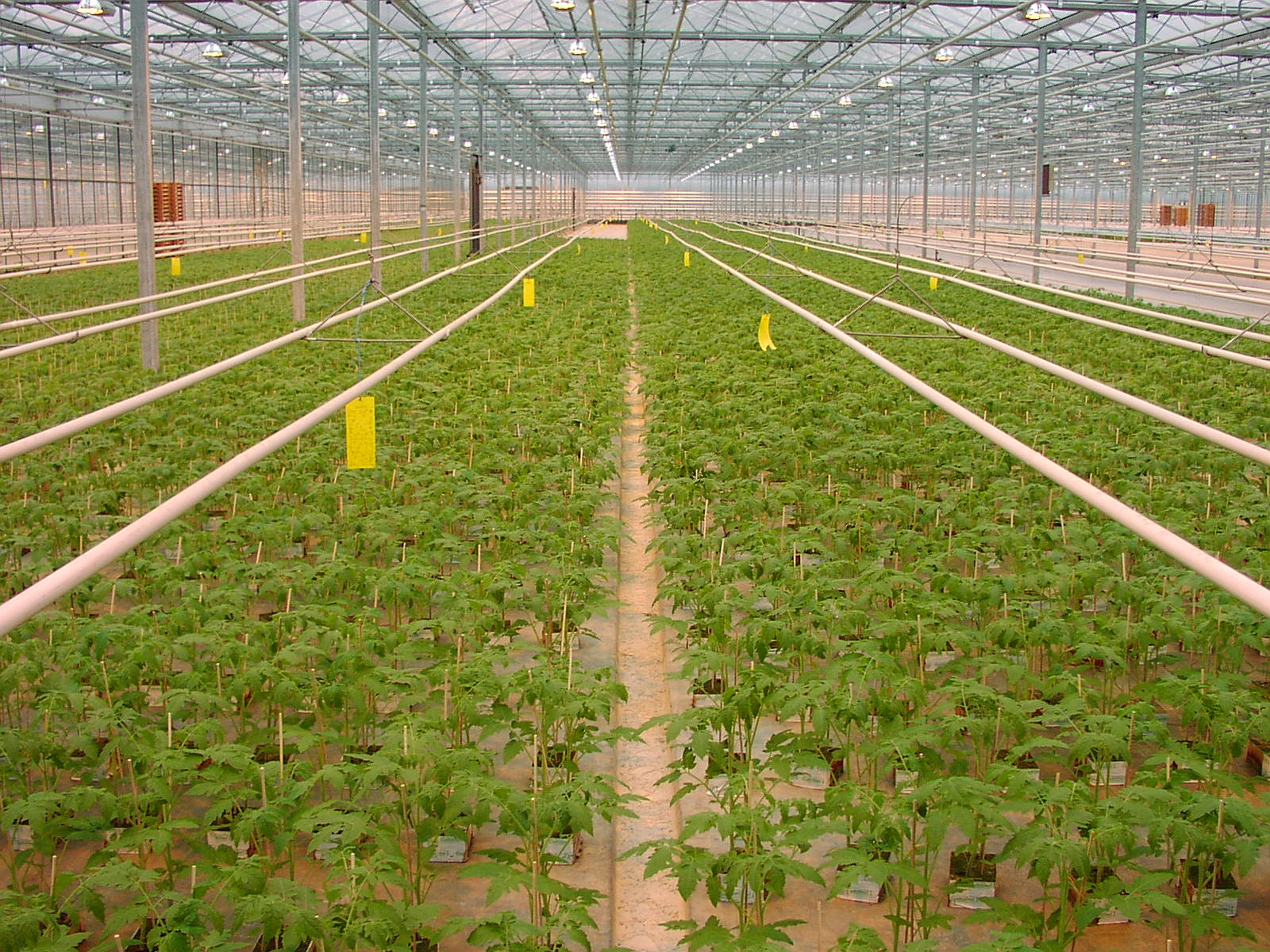

زراعة الخضراوات تعرف زراعة الخضراوات على أنها إنماء الخضراوات لغرض الاستهلاك البشري. ومن المحتمل أن هذه الممارسة كانت قد بدأت قبل آلاف من السنين في عدة أماكن من العالم، حيث كانت العائلات تقوم بإنماء الخضروات إما بهدف استهلاكها أو الاتجار بها محليا. في البداية كان العمل اليدوي هو الشائع ولكن بمرور الوقت أصبحت الماشية تقوم بذلك وأصبح بالإمكان تقليب الأرض بواسطة المحراث. في الآونة الأخيرة، تم تطوير الآليات المختصة بزراعة الخضراوات بحيث أصبح بالإمكان القيام بمعظم العمليات من خلال الآلة. يقوم مختصو الإنتاج بإنماء محاصيل محددة والتي تنمو بشكل جيد في محيطهم المحلي. وقد تم استخدام طرق جديدة في هذا المجال ومنها الزراعة المائية المركبة وأحواض التشجير المرتفعة والحراثة. ويمكن إجراء عملية التسويق محليا في أسواق المزارع أو الأسواق التقليدية أو باختيار العمليات الخاصة بك، أو أن يقوم المزارعون بعقد اتفاق لبيع كامل المحاصيل مع تجار الجملة أو أصحاب المعلبات أو بائعي التجزئة.[بحاجة لمصدر]

## عبر التاريخ
في نشأتها لقد تم جمع الخضراوات من البرية بواسطة الصيادين والجامعين وإدخالها في أماكن عدة من العالم، والذي يحتمل حدوثه في الفترة الواقعة بين 10000 و 7000 سنة قبل الميلاد، وذلك عندما تم تطوير طريقة جديدة للفلاحة في الحياة. في البداية، كان يتم فلاحة النبات التي تنمو محليا، إلا أنه ومع مرور الوقت، فقد جلبت التجارة محاصيل دخيلة من أماكن أخرى لتضاف إلى الأنواع المحلية. في الأيام الحالية، يتم إنماء الخضراوات في كل أنحاء العالم طالما أن المناخ يسمح بذلك. 
قديما كان يتم زراعة النباتات في التربة في صفوف أو مجموعات صغيرة ليتم حصدها واستهلاكها في المزرعة بصورة أولية، وأما ما يفيض عن الحاجة فيتم بيعه في البلدة. وفي وقت لاحق، استطاعت المزارع الواقعة على أطراف المجتمعات الكبيرة الاختصاص في زراعة الخضراوات مع إمكانية نقلها إلى الأسواق وهي طازجة؛ نظرا لقربها منها. طريقة الأخوات الثلاث المستخدمة بواسطة الأمريكيين المحلين وذلك في إنماء كل من القرع والبقوليات والذرة مع بعض بحيث تحفز كل من هن نمو الأخريات. كما وساعدت الزراعة في صفوف طويلة على السماح للآلية بفلاحة الحقول وزيادة الفاعلية والإنتاج. ومن جهة أخرى، فإن التنوع في محاصيل الخضراوات يتطلب استخدام بعضا من التقنيات لتساهم في نموها بصورة مثالية. ولذلك فإن بعض المزارع تقوم بإنماء نوع واحد من الخضراوات، في حين تقوم غيرها بزراعة أنواع عدة. ونظرا لحاجة الأسواق للخضراوات وهي طازجة؛ فإن هناك حاجة كبيرة للقوى العاملة في مجال بستنة الخضراوات. تتجنب بعض المزارع القيام بذلك من خلال عمليات الالتقاط الخاصة، حيث أن الزبائن يقومون بحصد انتاجهم الخاص دون حاجة للقوى العاملة. ومع تطور تكنولوجيا الإنضاج والتبريد فقد قلت المشاكل المتعلقة بوصول المنتج إلى الأسواق في حالة جيدة.